# A15 (Kasachstan)
Die A15 ist eine wichtige Straße in Kasachstan in den Süden des Landes. Die Straße ist ein Bypass aus Taschkent (Usbekistan) von Schibek Scholy bis nach Schetissai an der Grenze zu Usbekistan.

## Straßenbeschreibung
In Schibek Scholy, kurz vor der Grenze zu Usbekistan, trennt sich die A15 von der A2, die nach Taschkent läuft. Die A15 führt direkt außerhalb von Taschkent entlang und bleibt auf kasachischem Territorium. Die Straße führt durch bebaute Felder am Rande der Steppe. Es gibt keine großen Städte an der Route, aber eine ganze Reihe von Dörfern. Die A15 überquert den Fluss Syrdarja und endet in Zhetisay an der Grenze zu Usbekistan. Auf usbekischer Seite geht sie weiter als R13a bis nach Jizzakh.

## Geschichte
Die A15 wurde im Jahr 2011 umnummeriert. Es ist nicht bekannt, welche Nummer die Route vorher hatte.

## Großstädte an der Autobahn
- Schibek Scholy
- Asyk-Ata
- Schetissai